# Temnora stevensi
Temnora stevensi là một loài bướm đêm thuộc họ Sphingidae. Loài này có ở forests từ Sierra Leone tới phía nam Congo.
Nó gần giống loài Temnora funebris nhưng nhỏ hơn và the phần trên cánh trước ít tương phản hơn.